# ФК Ајнтрахт Брауншвајг
Ајнтрахт Брауншвајг немачки је фудбалски клуб из Брауншвајга, Доња Саксонија. Клуб је један од оснивача Бундеслиге 1963. године и њен победник у сезони 1966/67. Ајнтрахт тренутно наступа у Другoj Бундеслиги.
Од 1923. године Ајнтрахт је домаћин на Ајнтрахт-стадиону, чији је капацитет 23,325 места. Највећи ривал клуба је ФК Хановер 96. Осим у фудбалу, Ајнтрахт се такмичи у још неколико спортова, од којих највише успеха имају у хокеју на трави.
Традиционалне боје дресова су плава и жута, које су преузете са заставе Војводства Бруншвик. У грбу се налази црвени лав у белом штиту, који је преузет из грба Брауншвајга.

## Први састав
31. јануар 2014.
| Бр. |                     | Позиција | Играч                                               |
| --- | ------------------- | -------- | --------------------------------------------------- |
| 1   | Њемачка             | Г        | Марјан Петковић                                     |
| 2   | Норвешка            | О        | Егар Хаденстад (на позајмици из ФК Фрајбург)        |
| 3   | Швајцарска          | О        | Сауло Декарли                                       |
| 4   | Њемачка             | О        | Матијас Хен                                         |
| 5   | Њемачка             | О        | Бенџамин Кесел                                      |
| 6   | Босна и Херцеговина | С        | Дамир Вранчић                                       |
| 7   | Норвешка            | Н        | Ховард Нилсен (на позајмици из ФК Ред бул Салцбург) |
| 8   | Турска              | О        | Дениз Доган                                         |
| 9   | Швајцарска          | Н        | Орхан Адеми                                         |
| 10  | Њемачка             | С        | Мирко Боланд                                        |
| 11  | Њемачка             | С        | Јан Хочшајд                                         |
| 13  | Њемачка             | С        | Рафаел Корте                                        |
| 14  | Јужна Кореја        | Н        | Риу Сонг-Ву (на позајмици из ФК Бајер Леверкузен)   |
| 15  | Њемачка             | С        | Норман Тајеркоф                                     |

| Бр. |             | Позиција | Играч                                         |
| --- | ----------- | -------- | --------------------------------------------- |
| 17  | Њемачка     | С        | Бјорн Клифт                                   |
| 19  | Њемачка     | О        | Кен Рајчел                                    |
| 20  | Њемачка     | Н        | Торстен Ерл                                   |
| 21  | Њемачка     | О        | Јан Вашосен                                   |
| 22  | Швајцарска  | С        | Салим Келифи                                  |
| 23  | Норвешка    | Н        | Мушага Бакенга (на позајмици из ФК Клуб Бриж) |
| 25  | Португалија | О        | Марсел Кореја                                 |
| 27  | Њемачка     | Н        | Ђанлука Корте                                 |
| 30  | Њемачка     | С        | Хендрик Зак (на позајмици из ФК Фрајбург)     |
| 31  | Њемачка     | С        | Марк Фицнер                                   |
| 32  | Њемачка     | Н        | Дениз Крупке (капитен)                        |
| 33  | Пољска      | Г        | Рафал Гикјевич                                |
| 36  | Њемачка     | О        | Мохамед Багдади                               |

## Успех
- Бундеслига:
  - Прваци (1): 1966/67

- Интертото куп:
  - Групни победници (7): 1968, 1970, 1971, 1972, 1975, 1978, 1979